# 神戸村 (兵庫県)
神戸村（かんべむら）は、かつて兵庫県中西部（西播磨地区）に存在していた村。宍粟郡に属した。
1956年、染河内村、下三方村と合併し、一宮町となったため、地方自治体として消滅した。
旧村域は現在の宍粟市一宮町の南部に相当する。

## 概要
現在の宍粟市一宮町嶋田、安黒、伊和、須行名、東市場、安積、西安積、閏賀、杉田に相当する。

## 沿革
- 1889年（明治22年）4月1日 町村制施行に伴い宍粟郡島田村、安黒村、伊和村、須行名村、東市場村、西安積村、安積村、閏加村、杉田村が合併して神戸村が発足[1]。
- 1928年（昭和2年）6月14日 - 小作争議が紛糾して農民ら360余人が地主宅を襲撃して破壊。翌6月15日に安積警察署員らが日本農民組合関係者ら約200人を騒擾罪の容疑で検挙した[2]。
- 1956年（昭和31年）4月1日 染河内村、下三方村と合併し一宮町が発足したため消滅[1]。

## 教育
現在は各校とも宍粟市立となっている。
- 神戸村立神戸中学校（現在は染河内中学校との統廃合により一宮南中学校となっている。）
- 神戸村立神戸小学校

## 出身・ゆかりのある人物
- 志水市郎平[3]

貴族院多額納税者議員選挙の互選資格を有した。